# Funkdafied
Albums de Da Brat
Anuthatantrum
(1996)
Singles
1. Funkdafied
Sortie : 30 mai 1994
2. Fa All Y'all
Sortie : 25 août 1994
3. Give It 2 You
Sortie : 17 octobre 1994

Funkdafied est le premier album studio de Da Brat, sorti le 28 juin 1994.
C'est le premier album d'une rappeuse à avoir atteint le million d'albums vendus. L'album s'est classé 1er au Top R&B/Hip-Hop Albums et 11e au Billboard 200.
Côté musical, il est dans la mouvance de l'époque, à tendance G-funk, Midwest rap et gangsta rap. Jermaine Dupri en est le producteur exécutif.

## Liste des titres
| No | Titre                                              | Contient un (des) sample(s) de | Durée |
| -- | -------------------------------------------------- | --- | ----- |
| 1. | Da Shit Ya Can't Fuc' Wit'                         | | 2:23  |
| 2. | Fa All Y'all (featuring Kandi)                     | | 3:19  |
| 3. | Fire It Up                                         | Under the Bridge des Red Hot Chili Peppers | 3:30  |
| 4. | Funkdafied (featuring Jermaine Dupri)              | Between the Sheets des Isley Brothers No One Can Do It Better de The D.O.C. Whoomp! (There It Is) de Tag Team Who Am I (What's My Name)? de Snoop Dogg featuring Jewell et Dr. Dre | 3:05  |
| 5. | May da Funk Be Wit' 'Cha (featuring LaTocha Scott) | This Masquerade de George Benson | 4:13  |
| 6. | Ain't No Thang (feauring Y-Tee)                    | | 3:54  |
| 7. | Come and Get Some (featuring Kris Kross)           | | 3:12  |
| 8. | Mind Blowin'                                       | | 4:31  |
| 9. | Give It 2 You                                      | All Night Long des Mary Jane Girls Just Kickin' It de Xscape | 3:13  |